# Amadeus-Verleihung 2010
Die 11. Verleihung des Amadeus Austrian Music Award 2010 fand am 16. September 2010 in der Wiener Stadthalle statt.
Am 1. Juli 2010 gab der Verband der österreichischen Musikwirtschaft (IFPI) die Nominierungen bekannt. Das Voting-System des Vorjahres wurde großteils beibehalten, bei den Kategorien gab es zwei große Änderungen: Anstelle einer Auszeichnung für den besten Alternative/Rock-Musiker werden in dieser Kategorie nur noch Alternative-Künstler ausgezeichnet. Dafür änderte man die Bezeichnung für die Pop-Kategorie in Pop/Rock. Für die beste Musik-DVD wird von nun an kein Preis mehr vergeben. Mit Skero wurde erstmals ein Act aus dem Hip-Hop-Bereich am häufigsten – insgesamt 4 Mal – nominiert. Die Fernsehübertragung übernahm zum dritten Mal in Folge Puls 4.
Die Verleihung wurde wie 2009 von Michael Ostrowski moderiert. Auftritte während der Show hatten Skero feat. Joyce Muniz, Charlee, Die jungen Zillertaler, Boon und Camo & Krooked sowie, als internationale Stargäste, Seal und Wir sind Helden.
Abräumer des Abends waren Skero, Bauchklang und Anna F. mit je zwei Auszeichnungen.

## Nominierte und Preisträger

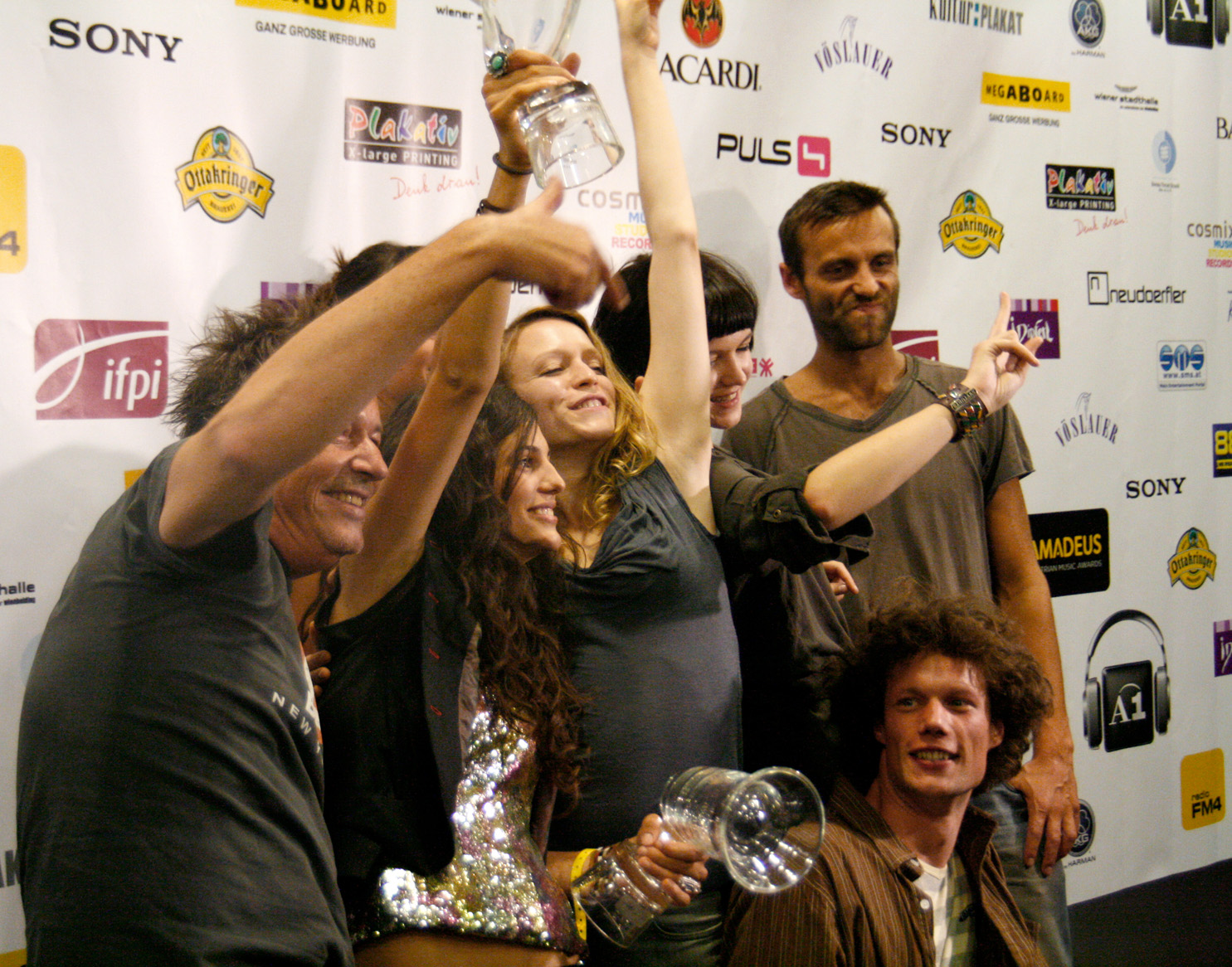
Anna F.

### Album des Jahres
Preisträger:
- Anna F. für For Real (moerder music/Rough Trade)

Weitere Nominierte:
- Skero für Memoiren eines Riesen (Tonträger Records/Hoanzl)
- Bunny Lake für The Beautiful Fall (Vertigo/Universal)
- Nik P. für Weißt du noch (Ariola/Sony)
- Garish für Wenn dir das meine Liebe nicht beweist (Schoenwetter Schallplatten/Broken Silence)

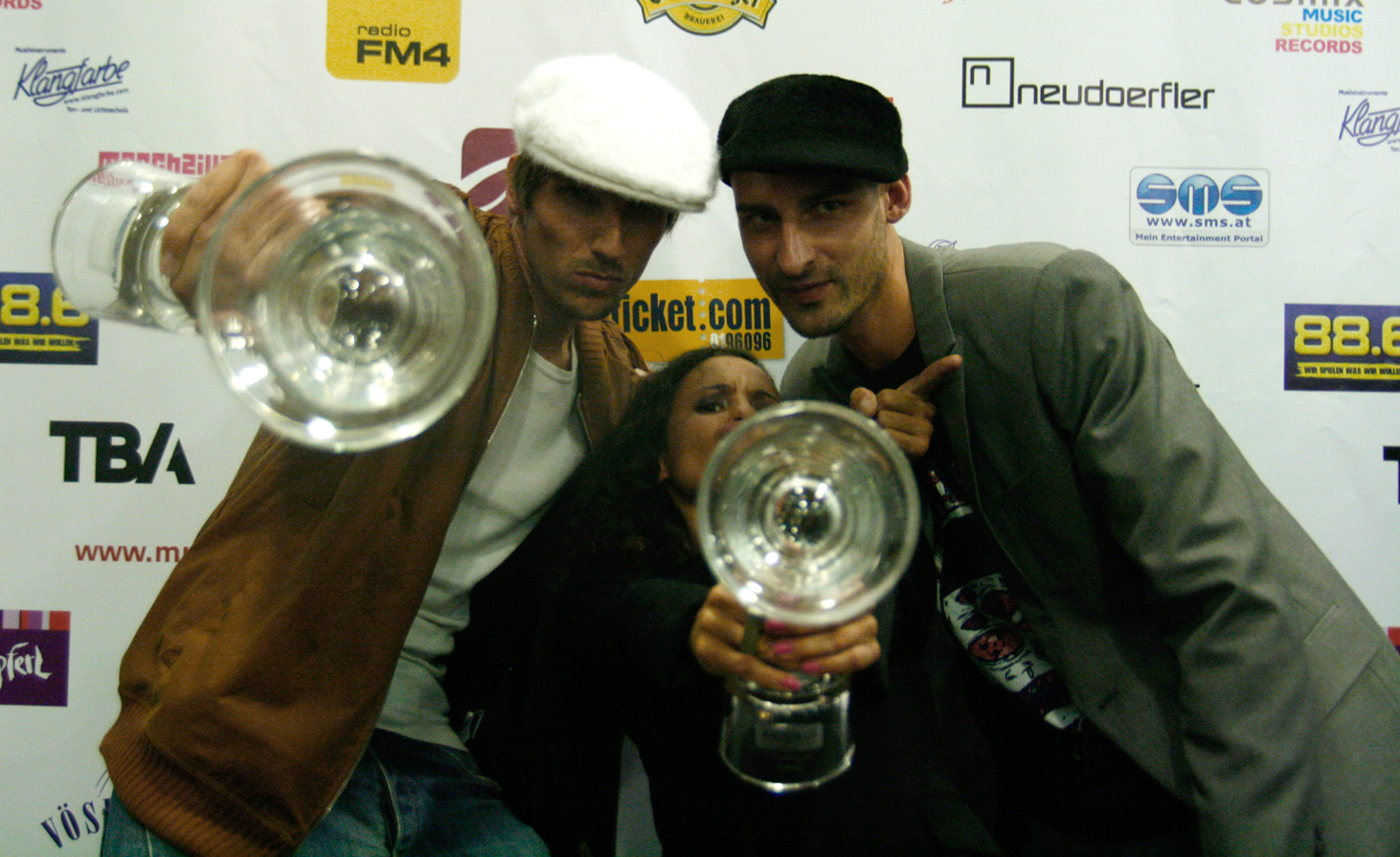
Skero feat. Joyce Muniz

### Song des Jahres
Preisträger:
- Skero feat. Joyce Muniz für Kabinenparty (Tonträger Records/Rebeat/Hoanzl)

Weitere Nominierte:
- Bunny Lake für 1994 (Vertigo/Universal)
- Boon für Right Now (Noisehead Records/Collectors Mine)
- Ja, Panik für Alles hin, hin, hin (Staatsakt/Rough Trade)
- James Cottriall für Unbreakable (James Cottriall)

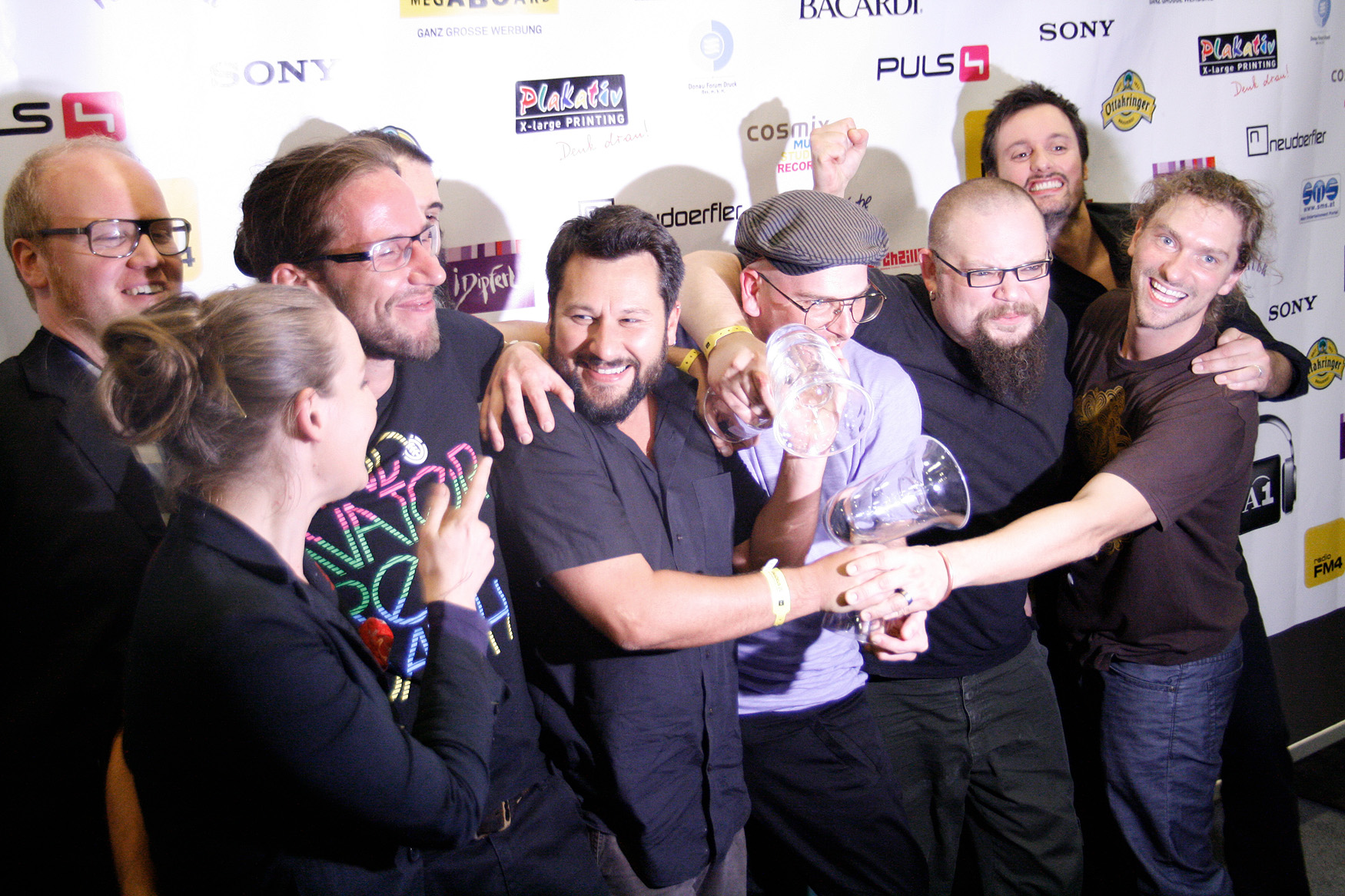
Bauchklang (mit Wir sind Helden)

### Alternative
Preisträger:
- Bauchklang

Weitere Nominierte:
- Ja, Panik
- Der Nino aus Wien
- Garish
- The Beth Edges

### Electronic/Dance

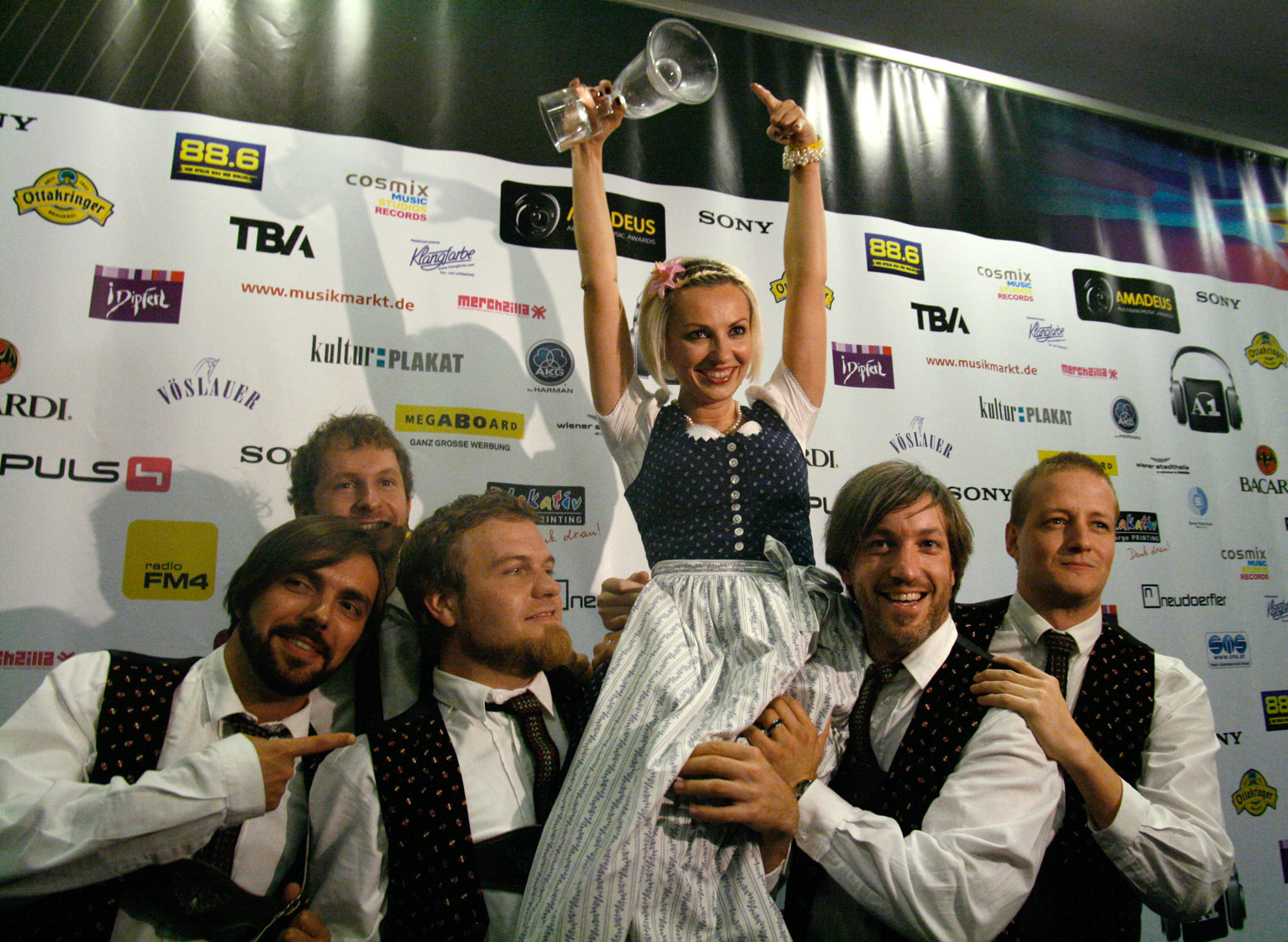
Kontrust

Preisträger:
- Sofa Surfers

Weitere Nominierte:
- Bunny Lake
- Elektro Guzzi
- Ogris Debris
- Darius & Finlay

### Hard & Heavy

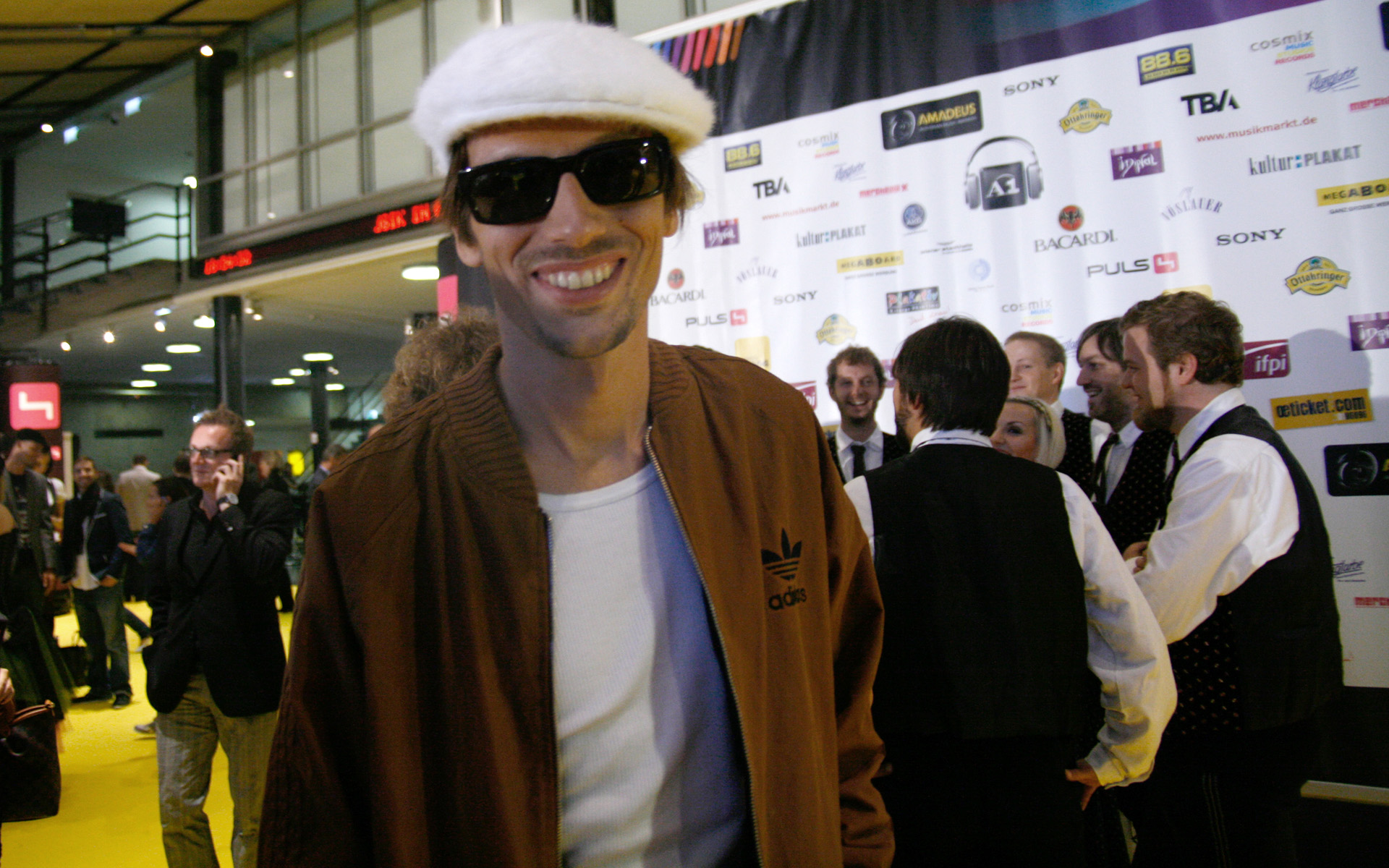
Skero

Preisträger:
- Kontrust

Weitere Nominierte:
- Belphegor
- Days of Loss
- BOON
- Mastic Scum

### HipHop/R'n'B
Preisträger:
- Skero

Weitere Nominierte:
- The Clonious
- Sua Kaan
- SK Invitational
- Chakuza

### Jazz/World/Blues

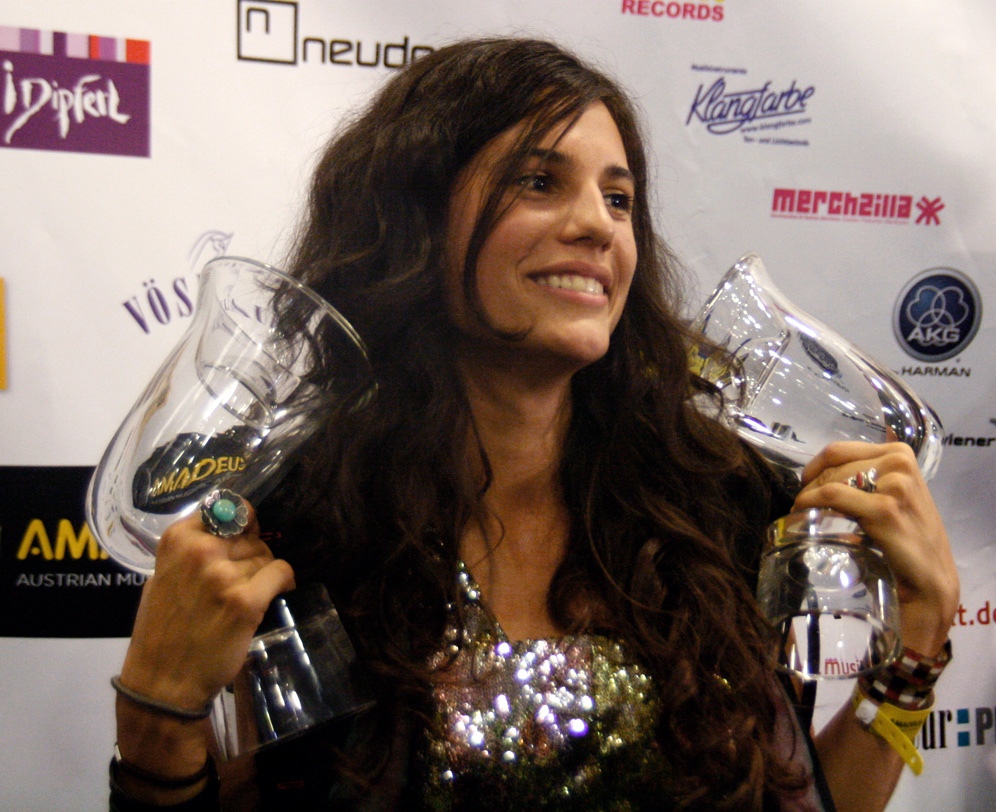
Anna F.

Preisträger:
- Hans Theessink

Weitere Nominierte:
- Sabina Hank
- Ernst Molden
- Wolfgang Muthspiel
- Max Nagl

### Pop/Rock

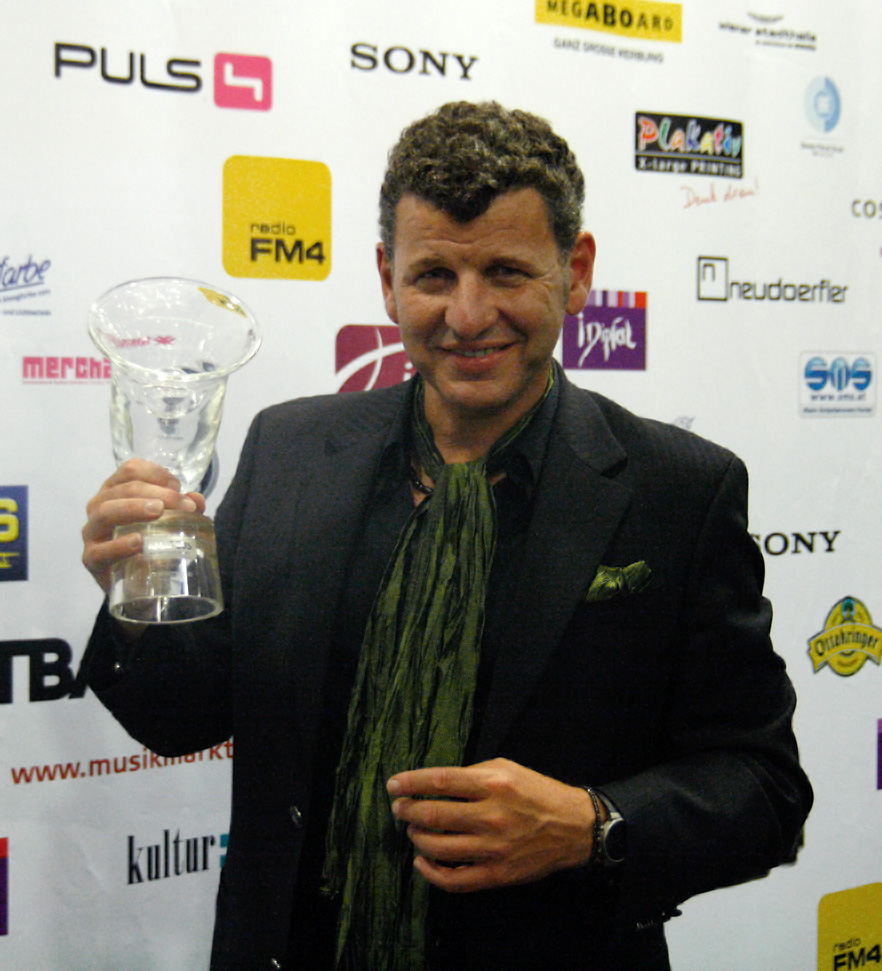
Semino Rossi

Preisträger
- Anna F.

Weitere Nominierte:
- Saint Lu
- Eva K. Anderson
- Violetta Parisini
- Falco

### Schlager

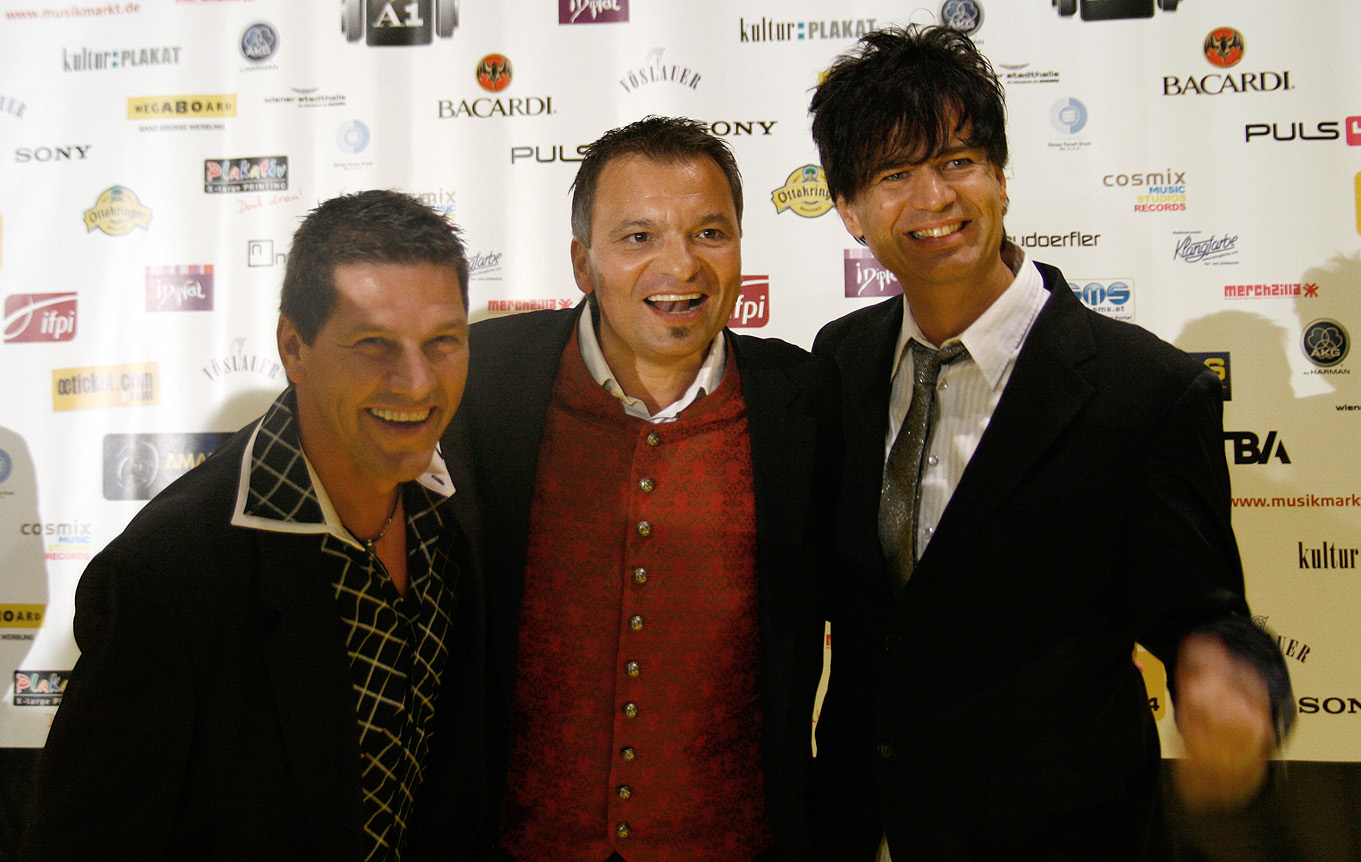
Die Klostertaler

Preisträger:
- Semino Rossi

Weitere Nominierte:
- Nik P.
- Gilbert
- Andy Borg
- Udo Jürgens

### Volkstümliche Musik

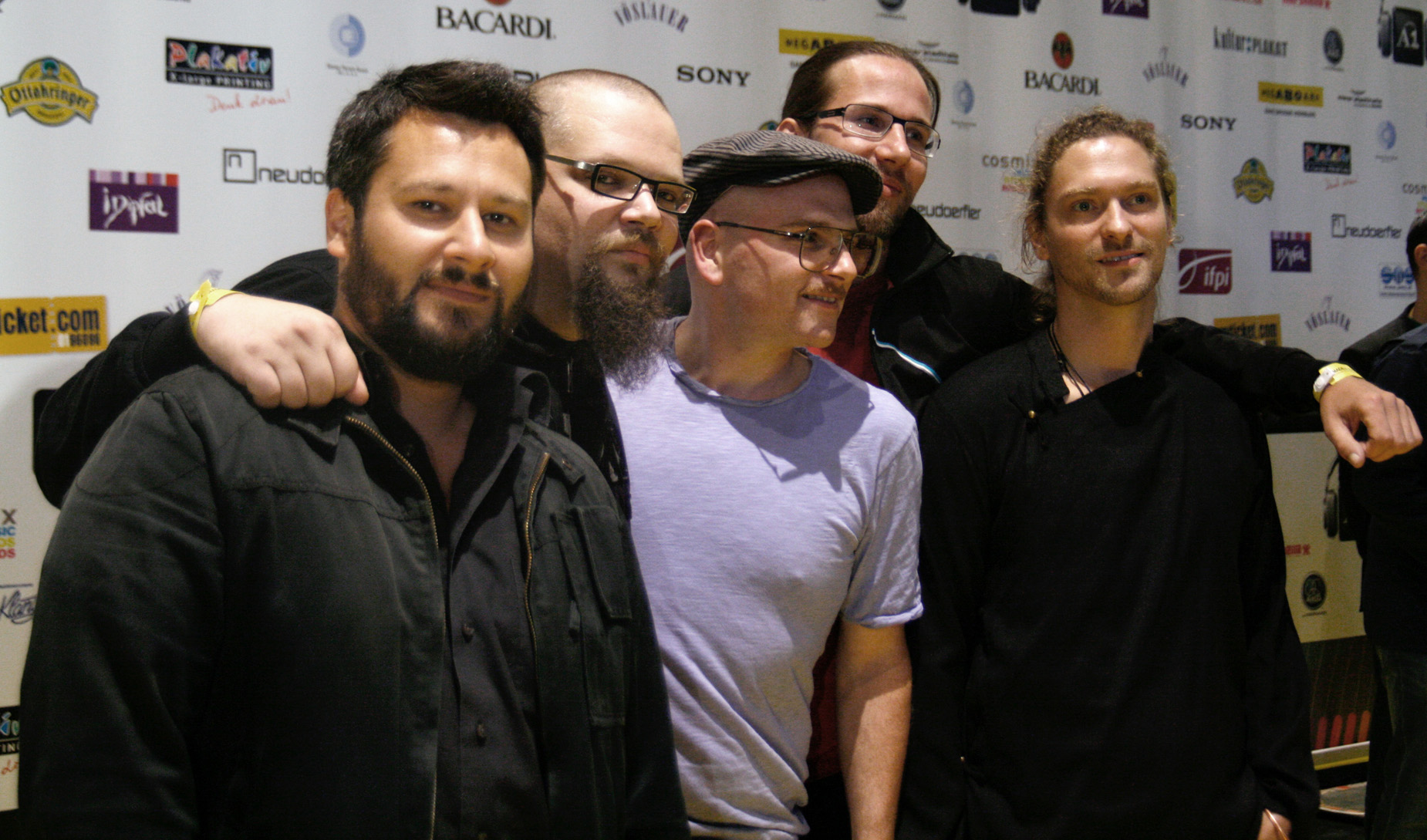
Bauchklang

Preisträger:
- Die Klostertaler

Weitere Nominierte:
- Die jungen Zillertaler
- Hansi Hinterseer
- Ursprung Buam
- Andreas Gabalier

### Best Live Act by oeticket.com

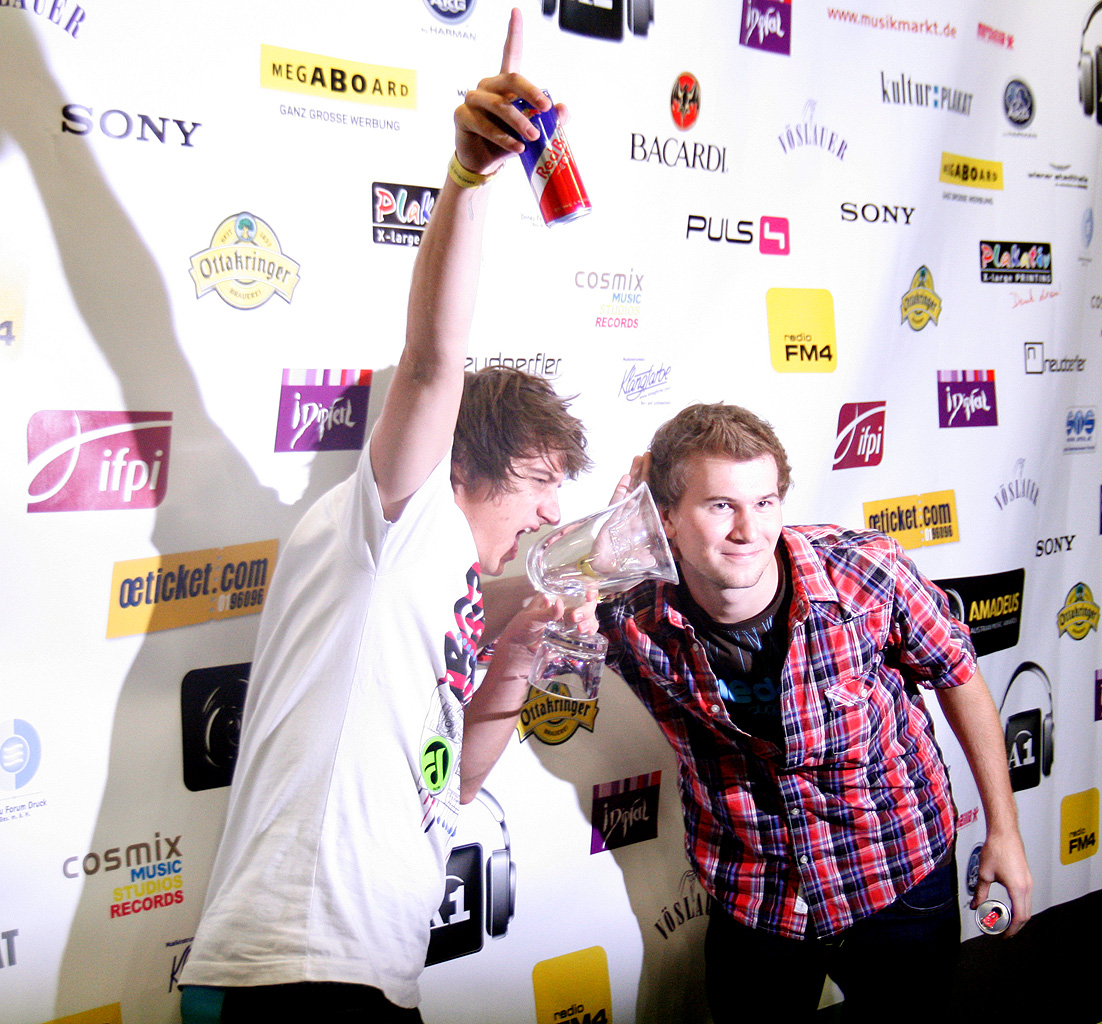
Camo and Krooked

Preisträger
- Bauchklang

Weitere Nominierte:
- Elektro Guzzi
- Kreisky
- Red Lights Flash
- The Incredible Staggers

### FM4 Award

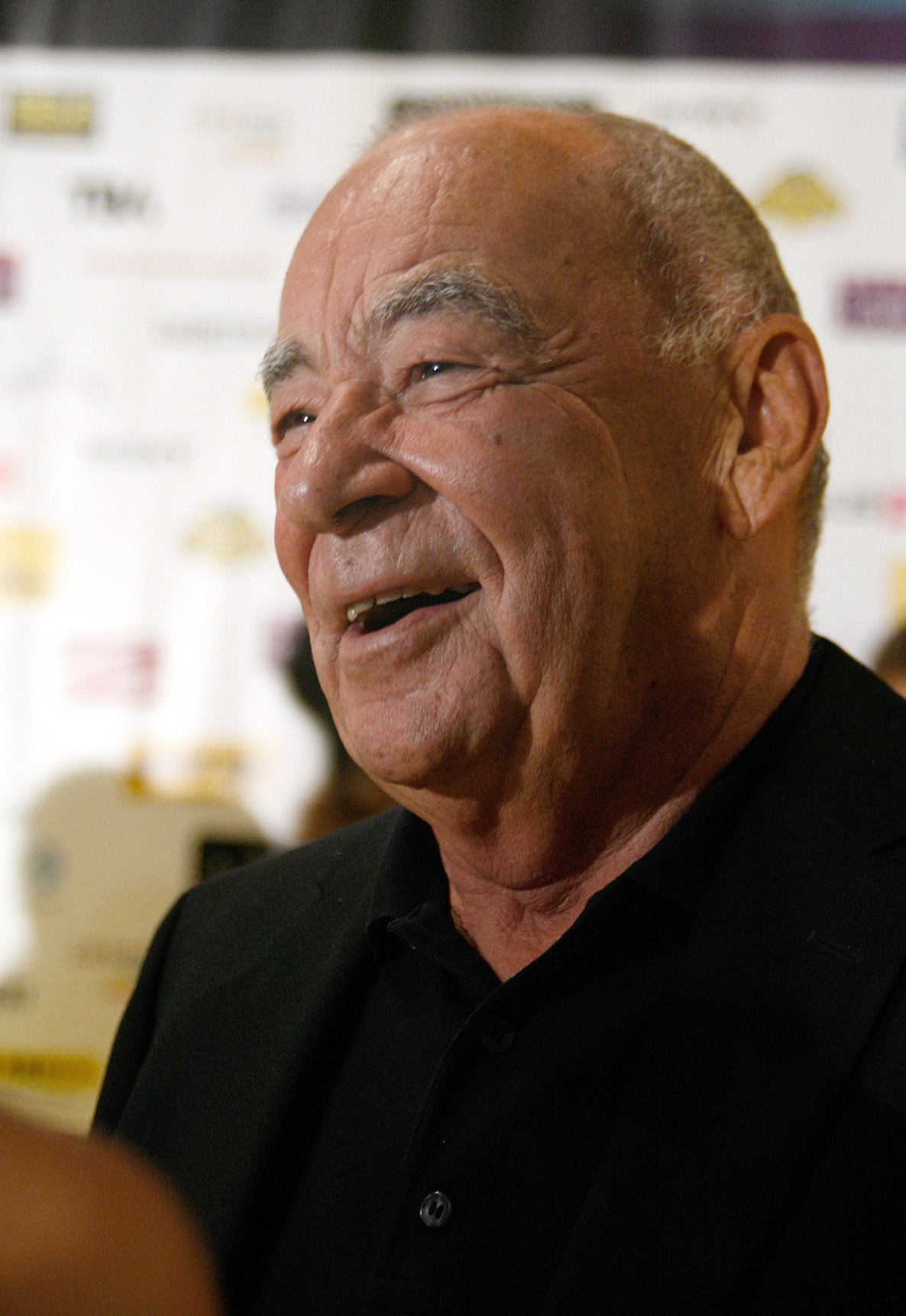
Toni Stricker

Preisträger
- Camo and Krooked

Weitere Finalisten
- Garish
- The Incredible Staggers
- Der Nino aus Wien
- Kommando Elefant

Weitere Nominierte
- Bauchklang
- The Beth Edges
- Bilderbuch
- Binder & Krieglstein
- Clara Moto
- The Clonious
- Elektro Guzzi
- Flip
- Florian Horwath
- Gary
- HSC
- Ja, Panik
- Le Tam Tam
- Lonely Drifter Karen
- Madita
- MAdoppelT
- Manuel Normal
- Marilies Jagsch
- Markus Kienzl
- Mel
- Paper Bird
- Parov Stelar
- Petsch Moser
- Pieter Gabriel
- Skero
- Sofa Surfers
- Tunesmith
- Velojet
- Violetta Parisini
- Zeebee

### Lebenswerk
- Toni Stricker